# Axel Jansson (skytt)
Axel Jansson, född 24 april 1882 i Stockholm, död 22 september 1909 i Stockholm, var en svensk sportskytt.
Han blev olympisk silvermedaljör 1908.